# Havarr Einarsson
Havarr Einarsson (n. 955) fue un vikingo y bóndi de Garðar á Akranesi, Borgarfjarðarsýsla en Islandia. Era hijo de Einar Kleppsson (n. 925). Se casó con Þórelfa Álfsdóttir (n. 949), una hija de Dala-Alf Eysteinsson, y de esa relación nació Þorgeir Hávarðsson. Havarr aparece como personaje de la saga de Grettir, saga de los Fóstbrœðra, y saga Ljósvetninga.